# Aeroporto Internacional de Xiamen Gaoqi

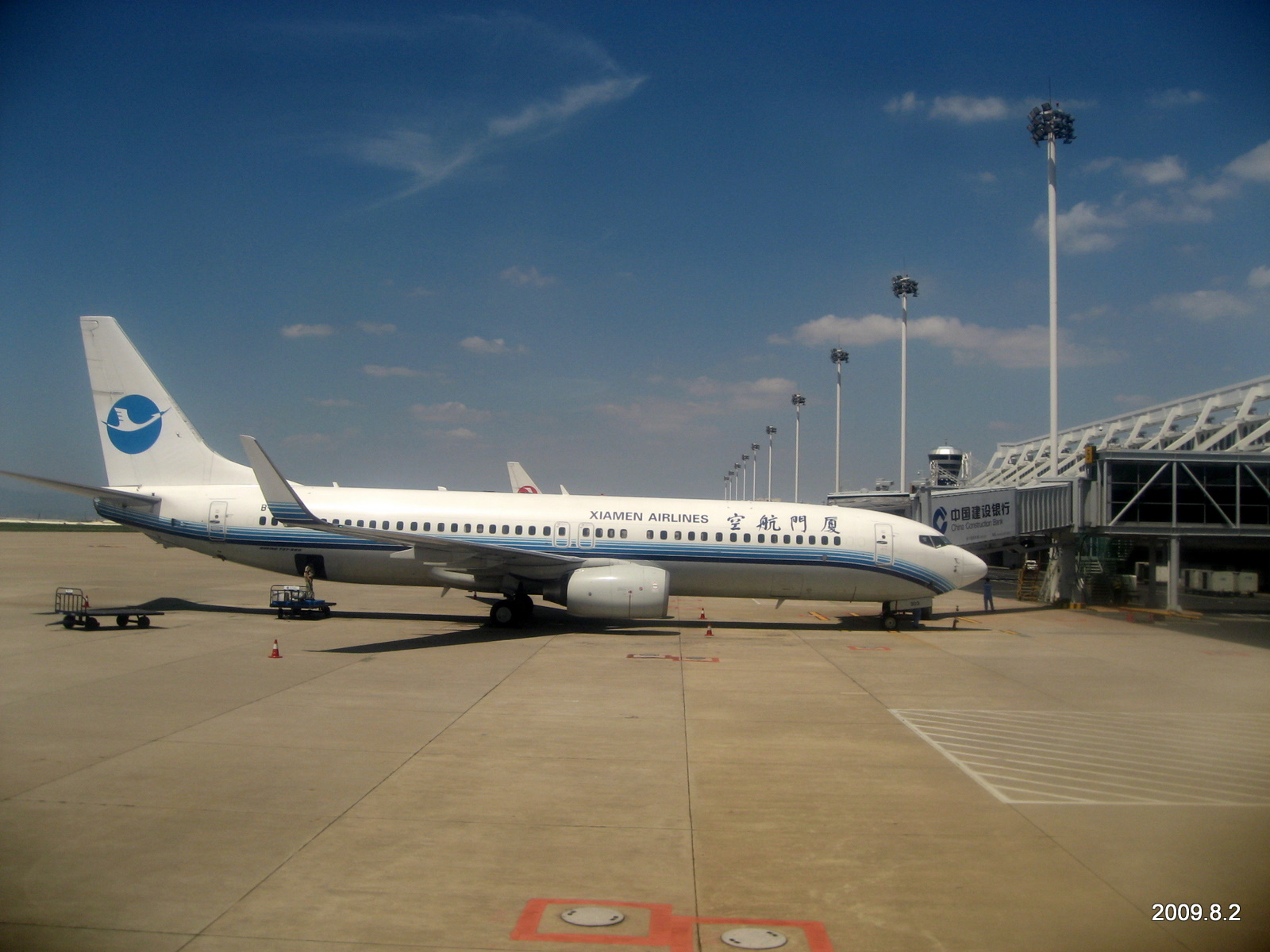
Boeing 737 da XiamenAir no Aeroporto Internacional de Xiamen

O Aeroporto Internacional de Xiamen Gaoqi é a principal ligação internacional de Xiamen, Fujian.  O aeroporto é a base da Xiamen Airlines. A TAECO, que é uma empresa de manutenção de aviões, é baseada no aeroporto. A construção de um novo terminal começou em Outubro de 2011 e terminará em 2014. 
Em 2009, o Aeroporto de Xiamen Gaoqi foi o 10º aeroporto chinês em termos de carga e o 11º com maior fluxo de passageiros da China Continental.

## Linhas Aéreas e Destinos
| Companhias                 | Destinos |  |
| -------------------------- | --- |  |
| Air China                  | Beijing-Capital, Changsha, Chengdu, Jakarta, Kunming, Singapore |  |
| Air Macau                  | Macau |  |
| All Nippon Airways         | Tokyo-Narita |  |
| China Eastern Airlines     | Ganzhou, Haikou, Hangzhou, Hefei, Jinan, Kunming, Nanchang, Nanjing, Ningbo, Shanghai-Hongqiao, Wenzhou, Wuhan |  |
| China Express Airlines     | Ganzhou, Linyi, Nantong |  |
| China Southern Airlines    | Beijing-Capital, Guangzhou, Guilin, Haikou, Hangzhou, Hefei, Hong Kong, Manila, Nanjing, Penang, Shenzhen, Wenzhou, Wuhan, Wuyishan, Yiwu, Zhengzhou |  |
| China West Air             | Changsha |  |
| Dragonair                  | Hong Kong |  |
| Hainan Airlines            | Beijing-Capital, Dalian, Guangzhou, Haikou, Shenyang, Xi'an, Zhengzhou |  |
| Hong Kong Airlines         | Hong Kong |  |
| Juneyao Airlines           | Shanghai-Pudong |  |
| Korean Air                 | Seoul-Incheon |  |
| Malaysia Airlines          | Kuala Lumpur |  |
| Mandarin Airlines          | Taipei-Taoyuan |  |
| Northeast Airlines         | Hefei |  |
| Philippine Airlines        | Manila |  |
| Shandong Airlines          | Changsha, Hangzhou, Jinan, Ningbo, Taipei-Taoyuan, Qingdao, Xi'an, Zhengzhou, Zhoushan |  |
| Shanghai Airlines          | Guangzhou, Quzhou, Shanghai-Hongqiao, Wuyishan |  |
| Shenzhen Airlines          | Changzhou, Nanning, Shenzhen, Xi'an |  |
| Sichuan Airlines           | Changsha, Chengdu, Guilin |  |
| SilkAir                    | Singapore |  |
| Singapore Airlines         | Singapore |  |
| Spring Airlines            | Shanghai-Hongqiao |  |
| Thai Airways International | Bangkok-Suvarnabhumi |  |
| Transasia Airways          | Taichung |  |
| Uni Air                    | Taichung,Taipei-Songshan |  |
| Xiamen Airlines            | Beijing-Capital, Changsha, Chengdu, Chongqing, Fuzhou, Guangzhou, Guilin, Hangzhou, Hong Kong, Kuala Lumpur, Kunming, Macau, Nanchang, Nanjing, Ningbo, Osaka-Kansai, Qingdao, Sanya, Seoul-Incheon, Shanghai-Hongqiao, Shenzhen, Singapore, Taipei-Songshan, Taipei-Taoyuan, Tianjin, Wuhan, Wuyishan, Zhengzhou, Zhoushan, Zhuhai |  |